# Metastelma mirifolium
Metastelma mirifolium là một loài thực vật có hoa trong họ La bố ma. Loài này được Gleason & Moldenke mô tả khoa học đầu tiên năm 1931.